# Devin - Nabrežina
Devin - Nabrežina (italijansko Duino-Aurisina, nemško Tybein-Nabreschin, furlansko Duìn-Nabresine) je občina, ki je poimenovana po dveh večjih naseljih, Devinu in Nabrežini. Nahaja se v Italiji ob Tržaškem zalivu med občinama Doberdob in Tržič (na severo-zahodu) ter Občino Trst (na jugo-vzhodu).

## Prebivalstvo
Na podlagi podatkov ljudskega štetja leta 1910, ko so naselja občine še pripadala Avstro-ogrskemu cesarstvu je bilo 90 % prebivalstva slovenske narodnosti. Po razpadu Avstro-Ogrske in posledični priključitvi občinskega ozemlja Italijanski kraljevini so se na ozemlje začeli priseljevati italijani. Delež italijanskega prebivalstva se je posebno povečal po drugi svetovni vojni, ko so italijanske oblasti zgradile naselje pri Sesljanu (Borgo San Mauro) in naselje v Ribiškem naselju (Borgo San Marco), v katerih se je naselilo približno 2900 italijanskih beguncev, ki so zapustili Istro, po njeni dokončni priključitvi Jugoslaviji. Od takrat sestavljajo večino prebivalstva občani italijanske narodnosti, kot to potrjuje ljudsko štetje leta 1971:  
| \| Narodnostna pripadnost občanov devinsko-nabrežinske občine (leta 1971) \| Narodnostna pripadnost občanov devinsko-nabrežinske občine (leta 1971) \| Narodnostna pripadnost občanov devinsko-nabrežinske občine (leta 1971) \| Narodnostna pripadnost občanov devinsko-nabrežinske občine (leta 1971) \| Narodnostna pripadnost občanov devinsko-nabrežinske občine (leta 1971) \| \| ---------------------------------------------------------------------- \| ---------------------------------------------------------------------- \| ---------------------------------------------------------------------- \| ---------------------------------------------------------------------- \| ---------------------------------------------------------------------- \| \| \| \| \| \| \| \| Italijani (4.713) \| Italijani (4.713) \| \| 62.5% \| 62.5% \| \| Slovenci (2.829) \| Slovenci (2.829) \| \| 37.5% \| 37.5% \| |                   |  |       |       |
| Narodnostna pripadnost občanov devinsko-nabrežinske občine (leta 1971) |                   |  |       |       |
| |                   |  |       |       |
| Italijani (4.713) | Italijani (4.713) |  | 62.5% | 62.5% |
| Slovenci (2.829) | Slovenci (2.829)  |  | 37.5% | 37.5% |

Italijanska država jamči prebivalcem slovenske narodnosti obvezno šolstvo in možnost občevanja z javnimi ustanovami v slovenskem jeziku.

### Šolstvo
Prva šola s slovenskim učnim jezikom je bila ljudska šola v Nabrežini, ki je bila ustanovljena leta 1827. Sledile so ji šola v Mavhinjah (1854), v Šempolaju in v Devinu (1864), v Sesljanu (1907) in v Medjevasi (1908); v njih so najprej poučevali cerkovniki, v sedemdesetih letih 19. stoletja, pa so nastopili službo pravi učitelji. Prvo ljudsko šolo v italijanskem jeziku je ustanovilo združenje Lega Nazionale v Devinu leta 1899, v kateri je bilo vpisanih 88 učencev. Leta 2005 so v občini delovali 4 vrtci, 4 osnovne šole in ena nižja srednja šola s slovenskim učnim jezikom ter 4 vrtci, 4 osnovne šole in ena nižja srednja šola z italijanskim učnim jezikom, ki jih je obiskovalo skupno 769 učencev.

## Naselja v občini
Občina Devin - Nabrežina ima 14 naselij poleg Nabrežine, kjer ima sedež občina:
1. Nabrežina (Aurisina)
  1. Nabrežina Kamnolomi (Aurisina Cave)
  2. Nabrežina Postaja (Aurisina Stazione)
2. Nabrežina Križ (Aurisina Santa Croce)
3. Cerovlje (Ceroglie)
4. Devin (Duino)
5. Mavhinje (Malchina)
6. Medjevas (Medeazza)
7. Prečnik (Precenico)
8. Praprot (Prepotto)
9. Štivan (San Giovanni di Duino)
10. Šempolaj (San Pelagio)
11. Sesljan (Sistiana)
  1. Naselje sv. Mavra (Borgo San Mauro)
12. Slivno (Slivia)
13. Trnovca (Ternova)
14. Ribiško naselje (Villaggio del Pescatore)
15. Vižovlje (Visogliano)

## Znane osebnosti
V občini Devin Nabrežina so bile rojene oziroma so v njej delovale ali v njej še delujejo sledeče znane osebnosti:
- Alasia da Sommaripa (* 1578, Sommariva, † 1626, Rim), menih, zgodovinar in filolog, ki je na začeku 17. stoletja v samostanu pri Devinskem gradu napisal «Vocabolario Italiano e Schiavo» to prvi dvojezični, samo italijansko-slovenski slovar (izdan leta 1607 v Vidmu);

- Rainer Maria Rilke (* 1875, Praga, † 1926, Montreux), pomembni nemški pesnik, ki je, kot gost devinske graščakinje Marie Turn und Taxis (r. Hohenlohe) med oktobrom 1911 in majem 1912, tu dobil navdih za svoje znamenite »Devinske elegije«;

- Igo Gruden (* 1893, Nabrežina, † 1948, Ljubljana), pesnik in pravnik;

- Alojz Rebula (* 1924, Šempolaj, † 2018, Topolšica), pisatelj, dramaturg, esejist in prevajalec;
- Zoran Lupinc (* 1961, Šempolaj), igralec diatonične harmonike, po poklicu pedagog.

## Galerija
- Ostanki Tethyshadrosa insularis, ki so ga odkrili pri Ribiškem naselju.
- Jama Mitrej (svetišče).
- Jama Pejca v Lazcu.

- Ostanki gradišča pri Slivnem
- Devinski grad
- Sesljanski zaliv